# Skeatia versatilis
Skeatia versatilis är en stekelart som först beskrevs av Cameron 1904.  Skeatia versatilis ingår i släktet Skeatia och familjen brokparasitsteklar. Inga underarter finns listade i Catalogue of Life.